# Nicky Bailey
Nicholas Francis Bailey (ur. 10 czerwca 1984 w Londynie) – angielski piłkarz grający na pozycji pomocnika w klubie Sutton United.